# Hylopedetes gemmeus
Hylopedetes gemmeus är en insektsart som beskrevs av Rehn, J.A.G. 1929. Hylopedetes gemmeus ingår i släktet Hylopedetes och familjen gräshoppor. Inga underarter finns listade i Catalogue of Life.